# Noctua rufa
Noctua rufa là một loài bướm đêm trong họ Noctuidae.